# Stipes (architektura)
Stipes – element konstrukcyjny ołtarza, na którym spoczywa mensa.
Podstawa ołtarza najczęściej była ściśle złączona z mensą.
Miała formę nóżek (kolumienek), bloku kamiennego lub ceglanego, sarkofagu itp.. W stipes mogły być umieszczane relikwie. Ze względu na znaczną wagę mensy (często ponad 1000 kg), stipes musiał posiadać odpowiednią wytrzymałość. Od strony wiernych stipes często przesłonięte było przez antepedium, w związku z tym podstawa ołtarza nie była ozdabiana. 

Od XVII wieku nie stosowano antepedium, jeśli stipes był wykonany z marmuru oraz przy ołtarzach sarkofagowych.
 
W niektórych kościołach dekorowano podstawę ołtarza upodabniając ją do antepedium np. w kolegiacie św. Anny w Krakowie lub w kościele przy klasztorze w Czernej. W ołtarzach w Czernej stipes wykonane z czarnego „marmuru dębnickiego” pokryte są rytym ornamentem na wzór tkaniny z motywem kwiatowym.

## Galeria

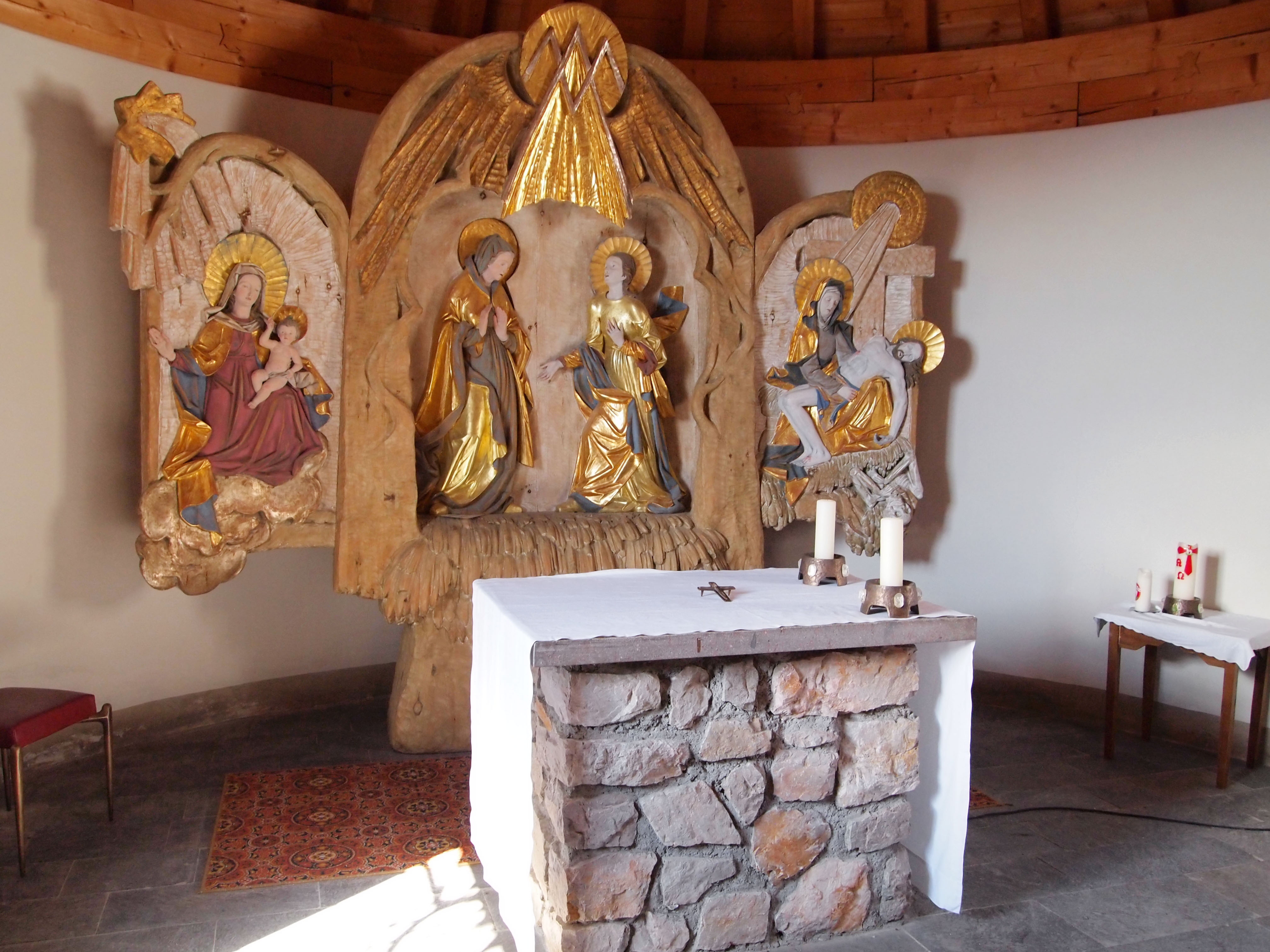
stipes zbudowany z kamieni
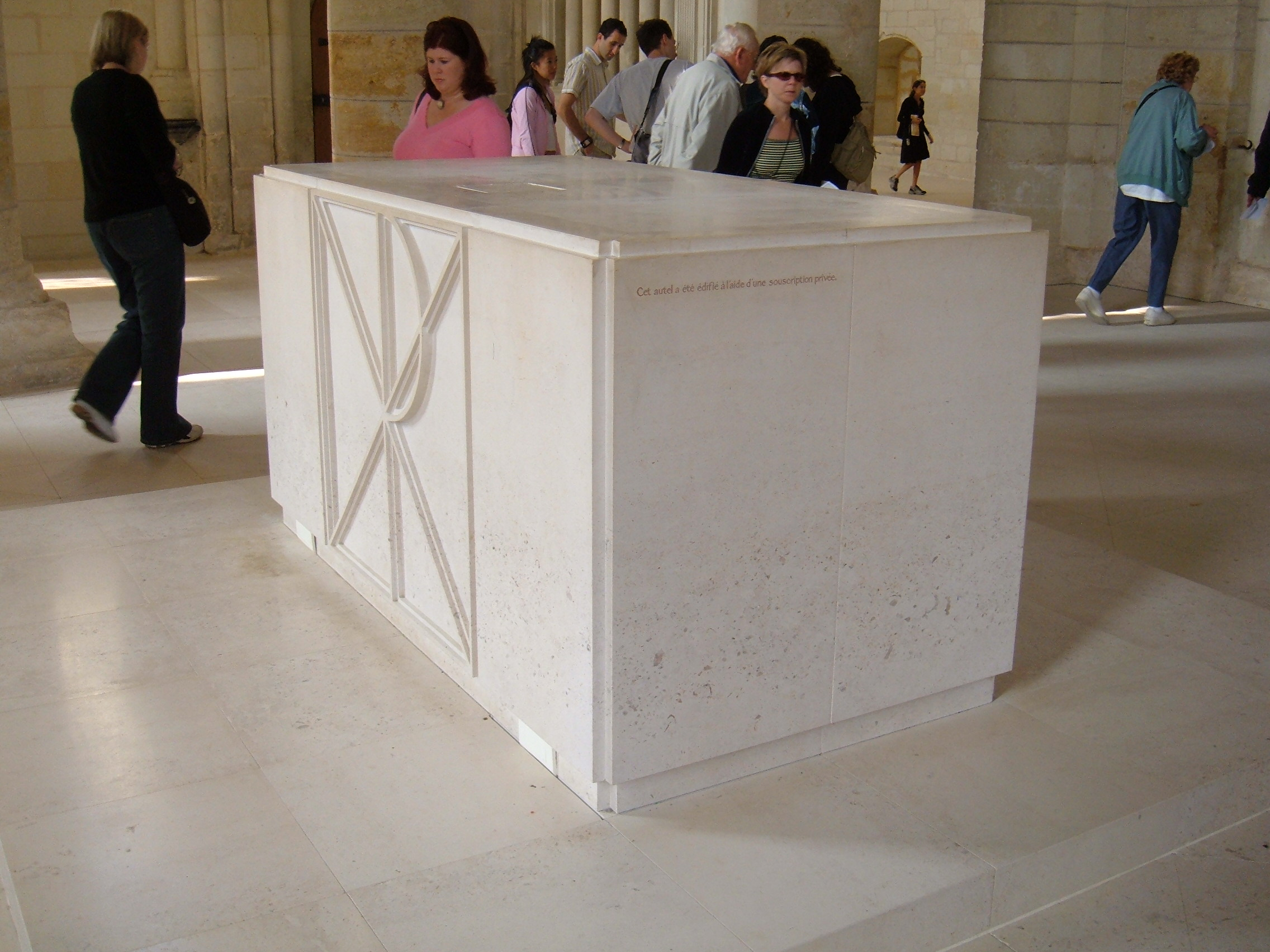
stipes w kształcie skrzyni
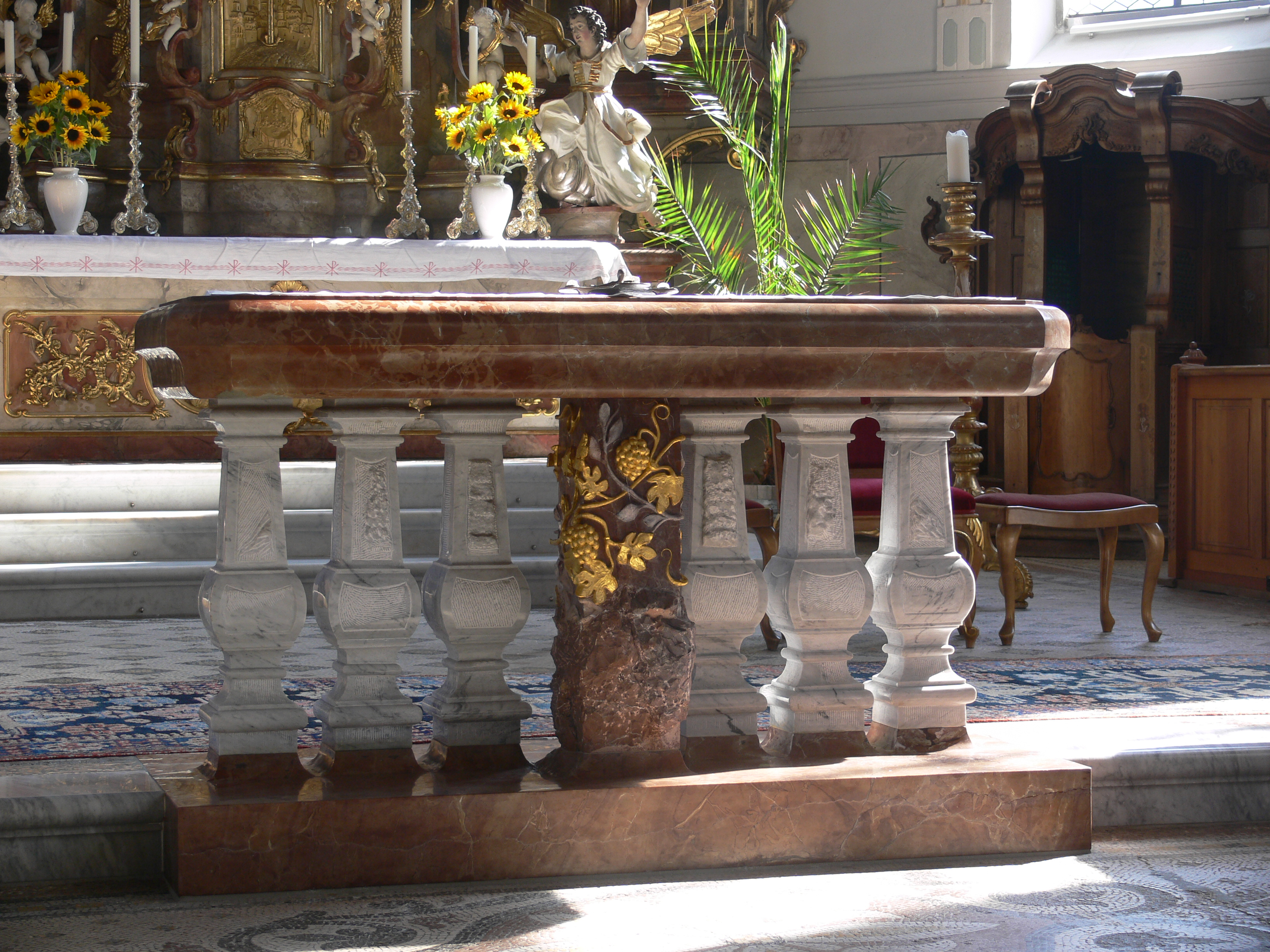
stipes kolumnowy
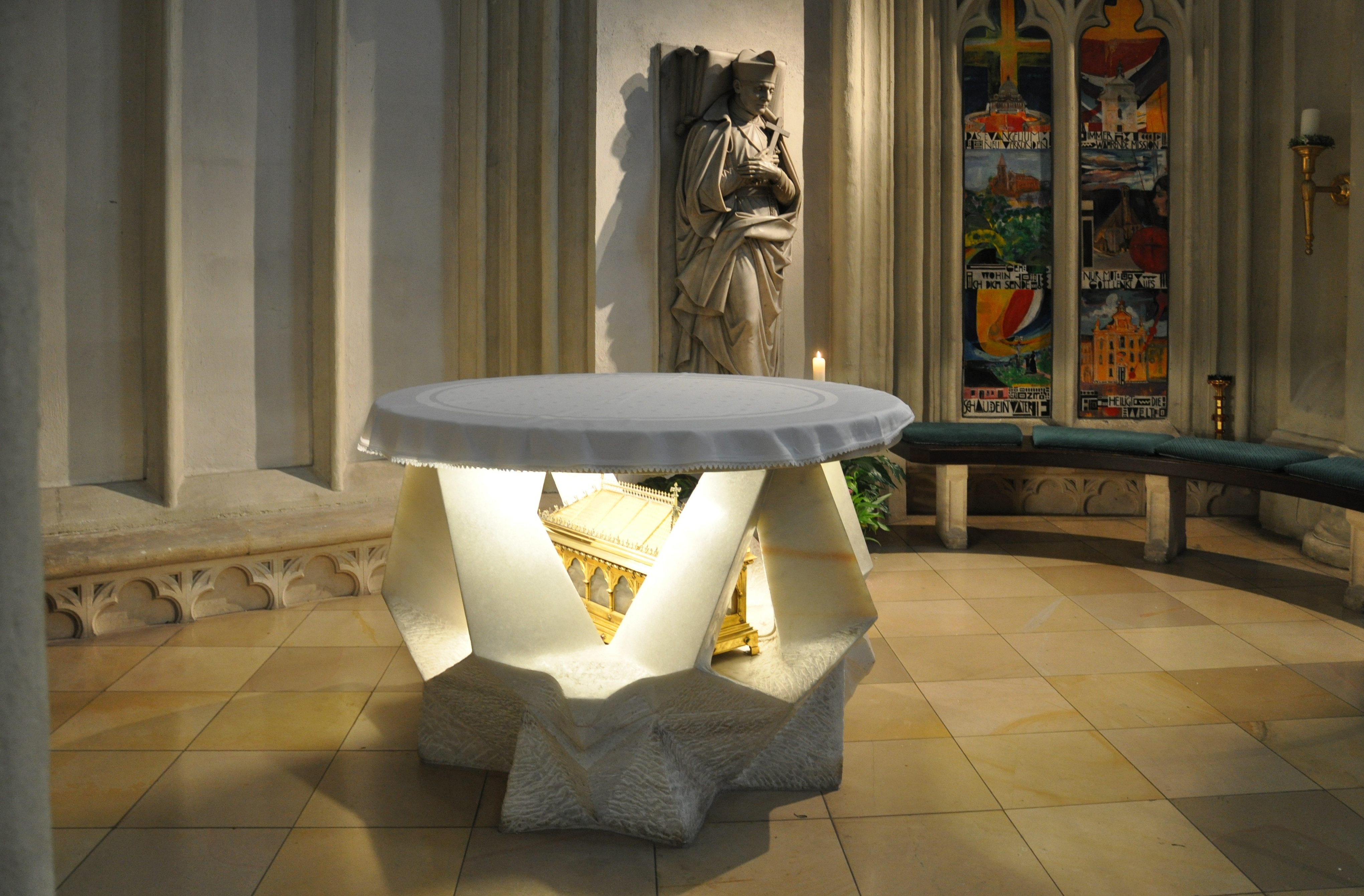
stipes awangardowy (z relikwiami)
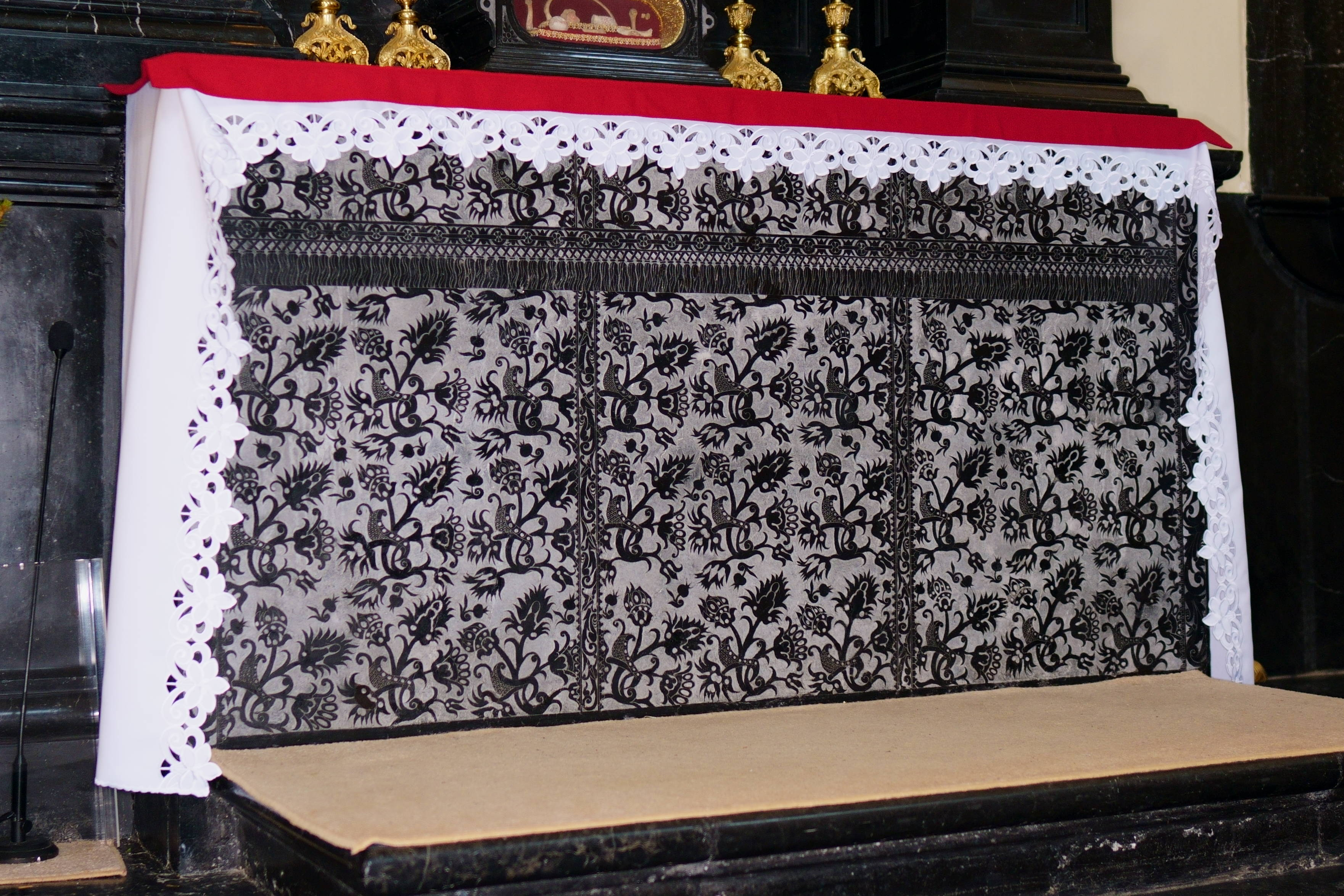
Stipes z czarnego „marmuru” dębnickiego w ołtarzu bocznym w kościele przy klasztorze w Czernej